# August Güttinger
August Güttinger (10 juli 1892 - Winterthur, november 1970) was een Zwitsers turner. 
Güttinger won tijdens de Olympische Zomerspelen 1924 de gouden medaille aan de brug en de bronzen medaille in de landenwedstrijd en bij het touwklimmen. Vier jaar later in Amsterdam won Güttinger de gouden medaille in de landenwedstrijd.

## Resultaten

### Olympische Zomerspelen
| Jaar | Plaats    | Resultaten |
| ---- | --------- | --- |
| 1924 | Parijs    | aan de brug bij het touwklimmen in de landenwedstrijd 7de in de meerkamp 8e aan de rekstok 8e op het paard-voltige 17e op sprong 37e aan de ringen |
| 1928 | Amsterdam | in de landenwedstrijd 16de in de meerkamp 7e aan de rekstok 5e op het paard-voltige 7e op sprong 44e aan de ringen 28e aan de brug                 |

1896: Alfred Flatow ·
1904: George Eyser ·
1924: August Güttinger ·
1928: Ladislav Vácha ·
1932: Romeo Neri ·
1936: Konrad Frey ·
1948: Michael Reusch ·
1952: Hans Eugster ·
1956: Viktor Tsjoekarin ·
1960: Boris Sjachlin ·
1964: Yukio Endo ·
1968: Akinori Nakayama ·
1972: Sawao Kato ·
1976: Sawao Kato ·
1980: Aleksandr Tkatsjov ·
1984: Bart Conner ·
1988: Vladimir Artemov ·
1992: Vitali Tsjerbo ·
1996: Roestam Sjaripov ·
2000: Li Xiaopeng ·
2004: Valeri Gontsjarov ·
2008: Li Xiaopeng · 
2012: Feng Zhe · 
2016: Oleg Vernjajev · 
2020: Zou Jingyuan · 
2024: Zou Jingyuan
1904: Grieb, Hess, Heida, Kassell, Lenhart, Reckeweg ·
1908: Åsbrink, Bertilsson, Cedercrona, Cervin, Degermark, Folcker, Forssman, Granfelt, Hårleman, Hellsten, Höjer, Holmberg, Holmberg, Holmberg, Jahnke, Jarlén, Johnsson, Johnsson, von Kantzow, Landberg, Lanner, Ljung, Moberg, Norberg, Norberg, Norberg, Norling, Norling, Olson, Peterson, Rosén, Rosenquist, Sjöblom, Sörvik, Sörvik, Svensson, Vingqvist, Widforss ·
1912: Bianchi, Boni, Braglia, Domenichelli, Fregosi, Gollini, Loi, Maiocco, Mangiante, Mangiante, Mazzarocchi, Romano, Salvi, Savorini, Tunesi, Zampori, Zanolini, Zorzi ·
1920: Andreoli, Bellotto, Bianchi, Bonatti, Cambiaso, Contessi, Costigliolo, Costigliolo, Domenichelli, Ferrari, Fregosi, Ghiglione, Levati, Loi, Lucchetti, Maiocco, Mandrini, Mangiante, Marovelli, Mastromarino, Paris, Pastorini, Roselli, Salvi, Tubino, Zampori, Zorzi ·
1924: Cambiaso, Lertora, Lucchetti, Maiocco, Mandrini, Martino, Paris, Zampori ·
1928: Grieder, Güttinger, Hänggi, Mack, Miez, Pfister, Steinemann, Wezel ·
1932: Capuzzo, Guglielmetti, Lertora, Neri, Tognini ·
1936: Beckert, Frey, Schwarzmann, Stadel, Stangl, Steffens, Volz, Winter ·
1948: Aaltonen, Huhtanen, Laitinen, Rove, Saarvala, Salmi, Savolainen, Teräsvirta ·
1952: Beljakov, Berdijev, Korolkov, Leonkin, Moeratov, Perelman, Sjaginjan, Tsjoekarin ·
1956: Azarjan, Moeratov, Sjachlin, Stolbov, Titov, Tsjoekarin ·
1960: Aihara, Endo, Mitsukuri, Ono, Takemoto, Tsurumi ·
1964: Endo, Hayata, Mitsukuri, Ono, Tsurumi, Yamashita ·
1968: Endo, S. Kato, T. Kato, Kenmotsu, Nakayama, Tsukahara ·
1972: Kasamatsu, Kato, Kenmotsu, Nakayama, Okamura, Tsukahara ·
1976: Fujimoto, Igarashi, Kajiyama, Kato, Kenmotsu, Tsukahara ·
1980: Andrianov, Azarjan, Ditjatin, Makoets, Markelov, Tkatsjov ·
1984: Conner, Daggett, Gaylord, Hartung, Johnson, Vidmar ·
1988: Artemov, Bilozertsjev, Gogoladze, Charkow, Ljoekin, Novikov ·
1992: Belenki, Korobtsjinski, Misjoetin, Sjaripov, Tsjerbo, Voropajev ·
1996: Sergei Charkow, Krjoekov, Nemov, Podgorny, Troesj, Vasilenko, Voropajev ·
2000: Huang, Li, Xiao, Xing, Yang, Zheng ·
2004: Kashima, Mizutori, Nakano, Tomita, Tsukahara, Yoneda ·
2008: Chen, Huang, Li, Xiao, Yang, Zou ·
2012: Chen, Feng, Guo, Zhang, Zou ·
2016: Katō, Shirai, Tanaka, Uchimura, Yamamuro ·
2020: Abljazin, Beljavskij, Dalalojan, Nagorny ·
2024: Hashimoto, Kaya, Oka, Sugino, Tanigawa